# Niaccaba sumptualis
Niaccaba sumptualis är en fjärilsart som beskrevs av Walker 1865. Niaccaba sumptualis ingår i släktet Niaccaba och familjen nattflyn. Inga underarter finns listade i Catalogue of Life.